# チェコ料理

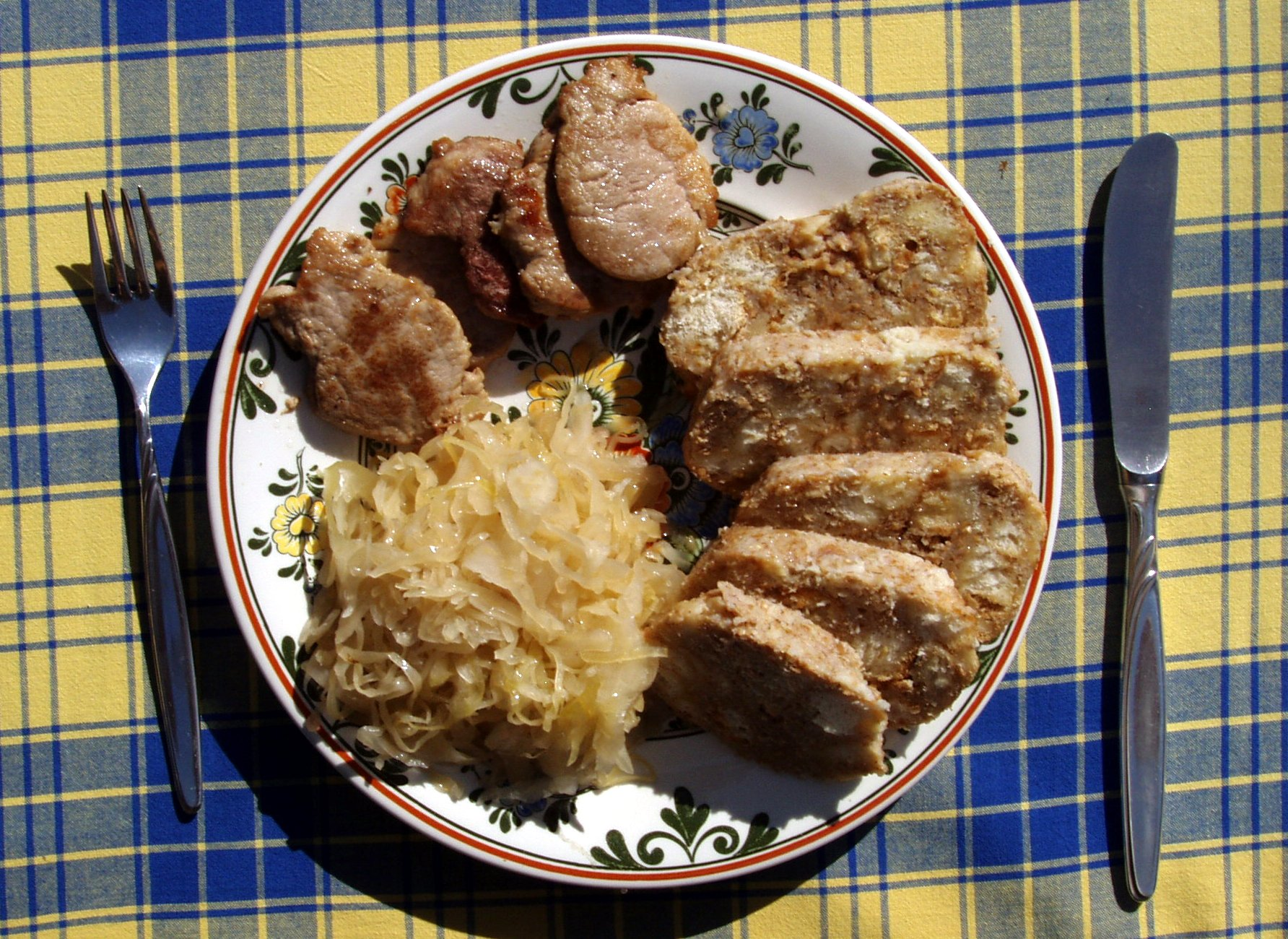
ローストポーク、クネドリーキ、酢キャベツを載せた、チェコ料理の典型的な一皿（ヴェプショ・クネドロ・ゼリー、Vepřo knedlo zelo）

チェコ料理は、チェコ（チェコ共和国）で食べられている料理の総称である。

## 特徴

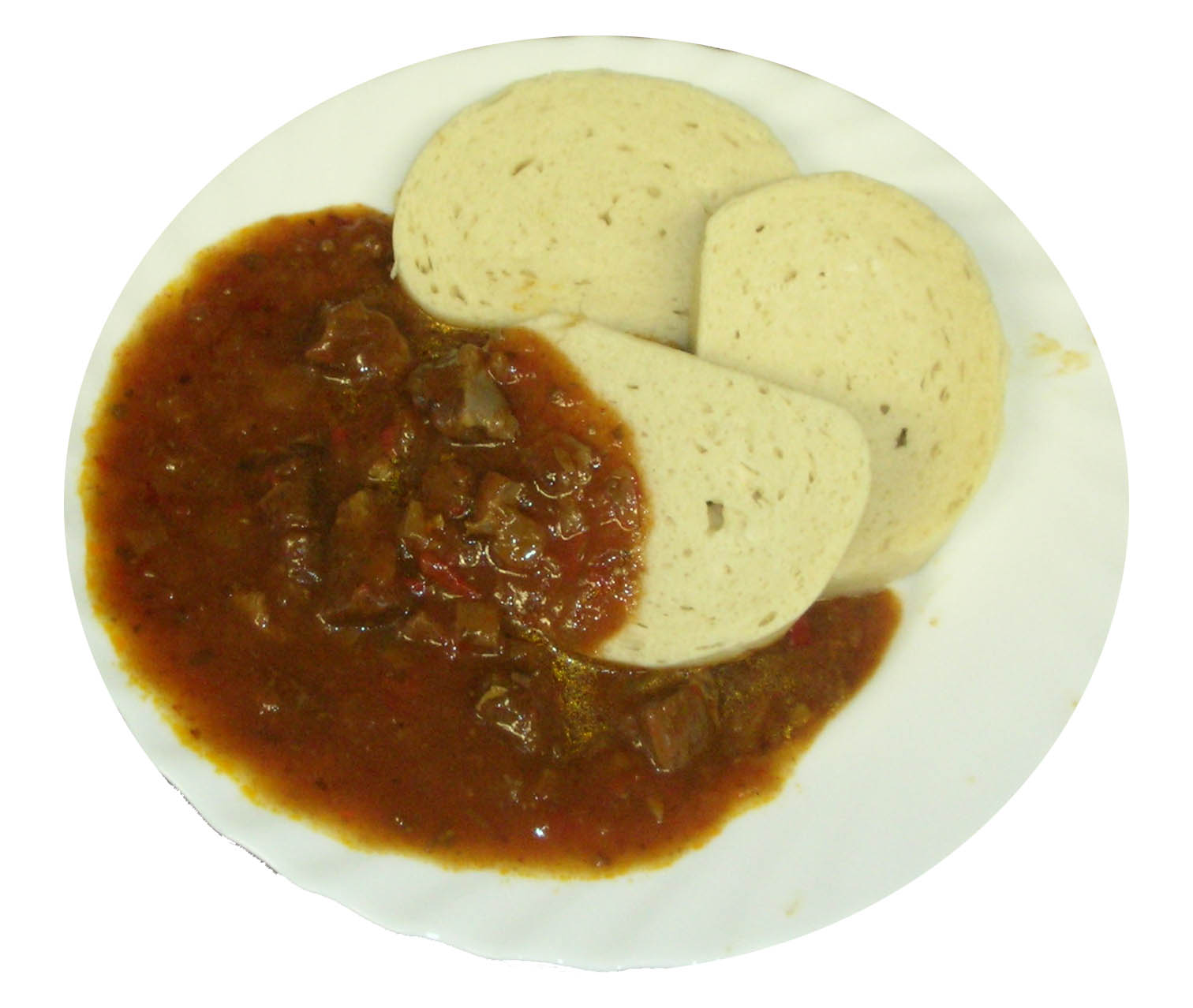
クネドリーキを添えたグラーシュ

北方に位置する、東西に長い内陸国というチェコの立地は料理の食材に制限を加え、制限の枠内で様々な工夫を凝らした料理が生み出された。伝統的には穀類、限られた種類の野菜、豚肉、牛肉、家禽類、乳製品、庭園で獲れた果物が、主な食材になっている。前菜、デザート類の種類が豊富な点に特徴があり、一説には2,000種類もの前菜が存在すると言われている。チェコ料理には香辛料による強い風味は付けられず、素朴な味付けがされている。ビーフストックに塩、コショウ、ラードがチェコ料理の基本的な味付け方法となっている。肉料理の仕上げとしてスメタナ（サワークリーム）が入れられることが多く、味付けについて単調な印象を持たれることがある。伝統的なチェコ料理は過多ともいえる脂肪分と塩分が含まれ、1つの皿に大量の料理が載せられる。市場経済導入後からの健康志向の高まりによって、量が多く味の濃い肉とジャガイモ中心の伝統的なチェコ料理に手が加えられつつある。
朝食はパンにハムかチーズを添えた簡素なもので、コーヒーか紅茶が一緒に飲まれている。夕食も簡略で、パン、ジャガイモとハムやソーセージの盛り合わせなどが食べられている。
典型的なチェコ料理の1つとして、酢キャベツ（ザワークラウト）とクネドリーキを添えたローストポーク（ヴェプショヴァー・ペチェニェ）が挙げられる。ローストポークと付け合せの組み合わせはチェコ料理の基本形の一つであり、素材を牛肉、鶏肉、鯉のぶつ切りなど、調理法をソテーやグリルに、付け合せのクネドリーキを茹でたジャガイモなど、料理を構成する要素を変えることで新たな一品料理が誕生する。
別のチェコ料理の基本形に、素材に衣をつけて揚げた料理がある。叩いた豚肉、キノコ、カリフラワー、チーズなどがフライにされる。フライには通常タルタルソースがかけられ、茹でたジャガイモが付け合せとされる。ポークカツレツには、温かいジャガイモか冷たいポテトサラダが添えられる。
チェコ料理はドイツ、オーストリアの食文化の影響を強く受け、「より田舎っぽくしたドイツ料理」に例えられることもある。逆に、チェコの食文化はオーストリア料理にも影響を与えた。牛肉のシチューであるグラーシュは、チェコと同様にハプスブルク家の統治下に置かれていたハンガリーの料理であるグヤーシュを起源に持つ。ハンガリーのグヤーシュには様々な野菜が使われるのに対し、チェコのグラーシュはみじん切りにして炒めたタマネギ以外の野菜はあまり使われず、小麦粉でとろみが付けられている。

## 肉、魚類
肉がチェコ料理の中心で、豚肉が肉料理の主流になっている。豚肉に次いでよく食べられるのが牛肉で、鶏肉、アヒルやガチョウなどの家禽類もよく食べられている。特別な日には、シカ、イノシシ、ウズラなどの料理が出される。チェコには様々な種類のソーセージが存在し、短く太いヴェシュティ、歯ごたえのある皮付きウインナーのクロバーザ（Klobása）などが食べられている。チェコの首都プラハはフランクフルター・ソーセージ発祥の地の一つと考えられており、2本1組で供されるため、現地では「一対」を意味する「パールキ（Párek）」と呼ばれている。チェコでは「ハム（šunka）」と呼ばれる製品は豚の腿肉の燻製に限られ、特にプラハ・ハムが知られている
チェコの食卓には魚料理もよく並ぶが、魚料理の種類は少ない。コイやマスといった淡水魚が魚料理の中心になっている。ボヘミア南部では13世紀頃に始められたコイの養殖が盛んで、一説には10世紀頃に遡ると言われている。チェコの淡水漁業は16世紀に全盛期を迎え、大領主はコイの養殖を推進し、安定した秩序がコイの流通を助けていた。コイの需要が停滞した16世紀半ばから領主たちはビール醸造に力を入れ始め、1618年の三十年戦争によって流通網は破壊される。コイ料理の中で一般的なものはフライで、スメタナ（サワークリーム）をかけ、茹でたジャガイモかクネドリーキを添えて供される。チェコのクリスマス・イヴにはコイ料理が欠かせないものになっており、イヴの日の夕食にはコイのスープやフライが出される。チェコでは生命力の強いコイは幸運のシンボルとされており、コイをかたどったクリスマスケーキも作られる。チェコ人の間ではコイ料理の味の評判はそれほど良くはないが、クリスマス・イヴならではの縁起物として好まれている。

## 主食

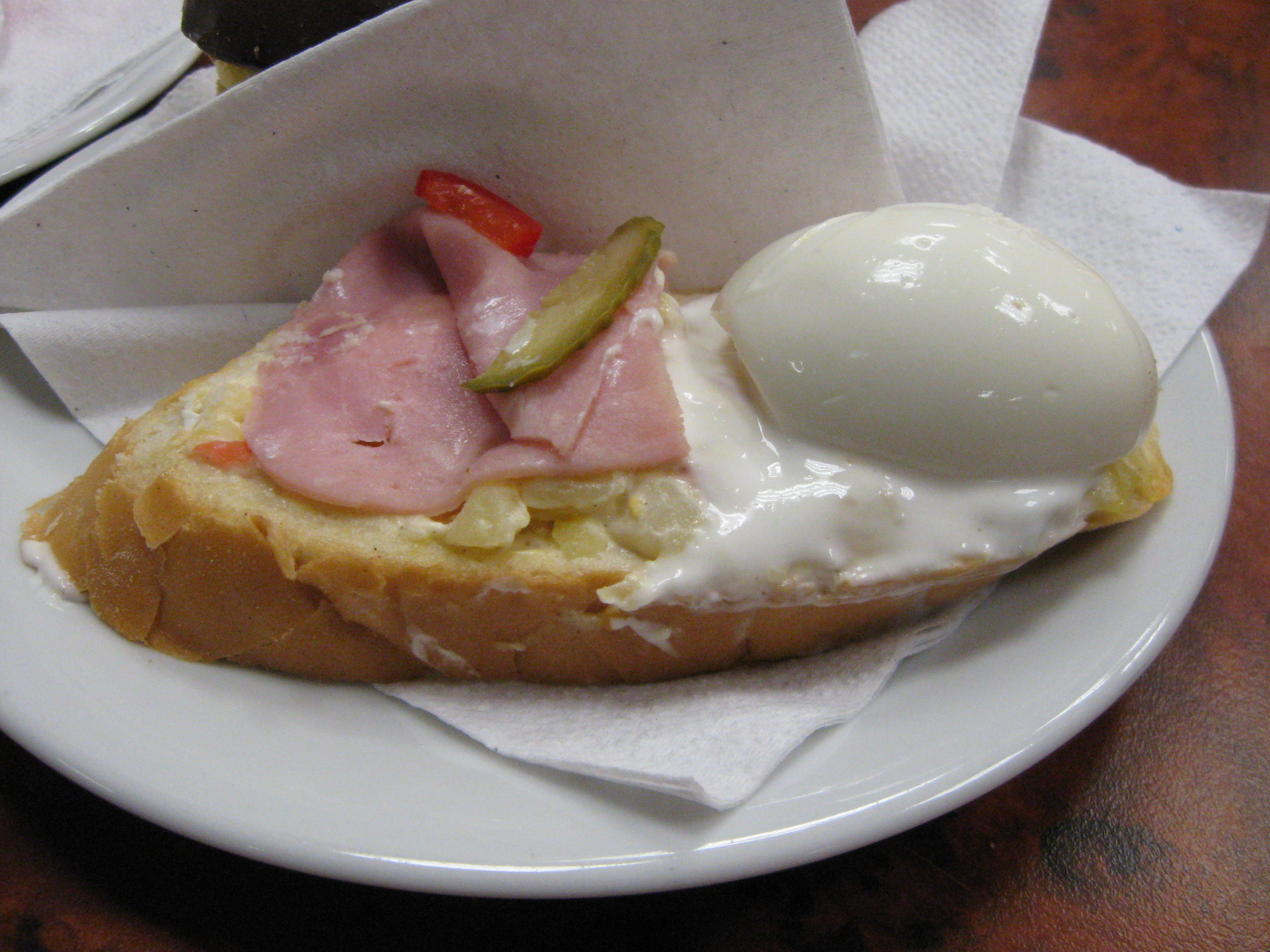
フレビーチキ

クネドリーキ（Knedlíky、単数形ではクネドリーク、Knedlík）とは茹でた円筒形のパンで、家庭で作られたものが最上と考えられている。クネドリーキの大きさ、素材は様々で、スープの具、肉料理の付け合せ、デザートなどに異なる種類のクネドリーキが使われる。最も一般的なクネドリーキとして、ホウスカという丸型のパンを小麦粉や卵、バターと一緒に練り上げて茹でた（もしくは蒸した）ホウスコヴィー・クネドリーキが挙げられる。オヴォツネー・クネドリーキ（ovocné knedlíky）は、生地の中に果物を入れたデザートの一種である。
クネドリーキの材料にもされるパンは、ほとんどの料理に添えられる。パンにはバターだけでなく、ラードが塗られることもある。かつてチェコの山岳地帯では、大麦粉やエンバク粉などが混ぜられたパンが食べられていた。薄切りにしたフランスパンを土台にするオープンサンド（フレビーチキ、Chlebíček）はデリカテッセン（ラフードゥキ）やビュッフェで売られ、家庭では来客をもてなすために供される。ハム、魚類、パテ、ローストビーフ、卵、チーズなどが具にされ、マヨネーズやピクルスが添えられる。また、屋外の屋台では、穴を開けたバゲットにソーセージを通したチェコ風のホットドッグであるパレック・ヴ・ローリックが売られている。クリスマスにはヴァーノチカ（vánočka）というパンが食べられている。
米もチェコ料理の主食となっているが、輸入品が多い。

## スープ
ヨーロッパの多くの国の料理と同じように、チェコ料理のスープは澄んだコンソメととろみのあるポタージュに大別される。前菜となるスープの種類は豊富で、クネドリーキ入りのスープ、ソーセージ入りのキャベツスープなどがある。スープに使われる肉類は牛肉と鶏肉が主流で、豚肉はほとんど使用されない。牛肉は料理の品目によって使用される部位が決められており、舌、心臓、尾も具材にされる。一方、鶏肉のスープは、一つの料理に複数の部位を混ぜて調理される。野菜スープの中では、ポレーフカの人気が高い。

## 野菜類
チェコ料理は、野菜料理の種類はあまり多くない。伝統的なチェコ料理では、野菜は肉料理の添え物として扱われている。チェコのサラダには、トマトやレタスなどをシンプルなドレッシングで和えたものが多い。冬には酢漬けの野菜がサラダの素材に使われる。キノコ狩りはチェコの季節の風物詩で、夏から秋にかけての時期の森はキノコ狩りに訪れた人々で賑わう。キノコを利用した料理に、みじん切りにして炒めたタマネギとニンニクに細かく刻んだキノコを加え、卵でとじたスマジェニツェ(cs:Smaženice)がある。

## 飲料

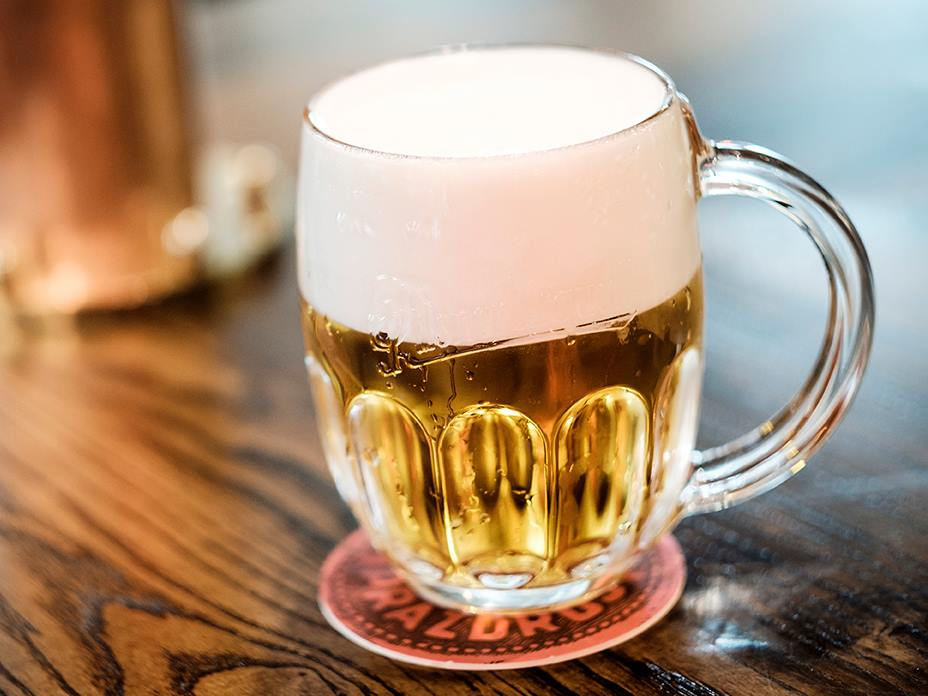
プルゼニスキー・プラズドロイ

チェコを代表する酒類として、まずビールが挙げられる。チェコは世界的なビールの生産国の一つであり、国内には大小様々な醸造所が置かれている。プルゼニのプルゼニスキー・プラズドロイ（Plzeňský Prazdroj、輸出用の商標はドイツ語のピルスナー・ウルケル）、チェスケー・ブジェヨヴィツェのブドヴァイゼル・ブドヴァル（Budějovický Budvar）などが高い評価を受けている。醸造前の原液に含まれる糖度によって、チェコではビールは色が薄い軽口の「10度」、濃い色でコクのある「12度」に分類されている。各地のビアホールは特定の醸造所と契約を結んでおり、それらの醸造所のビールが供される。また、プラハには文豪ヤロスラフ・ハシェクが足しげく通ったウ・カリハなどの独特な雰囲気を持つビアホールが多く存在していた。
ほか、モラヴィアのワイン、スピリッツの一種スリヴォヴィツェ（プラム・ブランデー）、薬草で風味を加えたカルロヴィ・ヴァリ名物のベヘロフカといった食前酒の知名度も高い。一般的には赤ワインが好まれ、チェコで生産された良質のワインのほとんどは国内で消費される。
チェコで飲まれるコーヒーは、ターキッシュ・コーヒー（トルコ式の煮出しコーヒー）が伝統的な淹れ方となっている。

## 主な料理

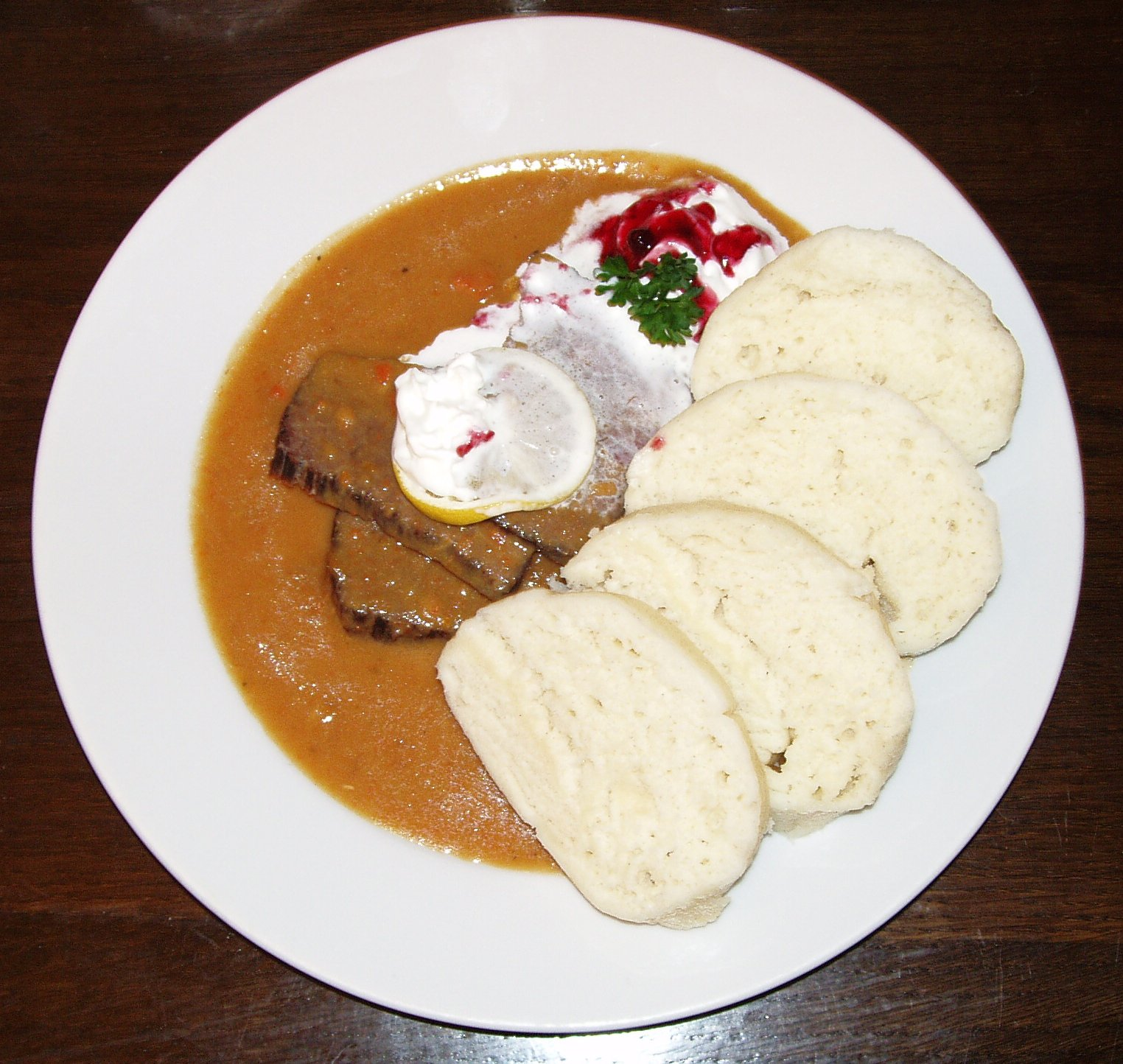
スヴィチュコヴァー・ナ・スメタニュ

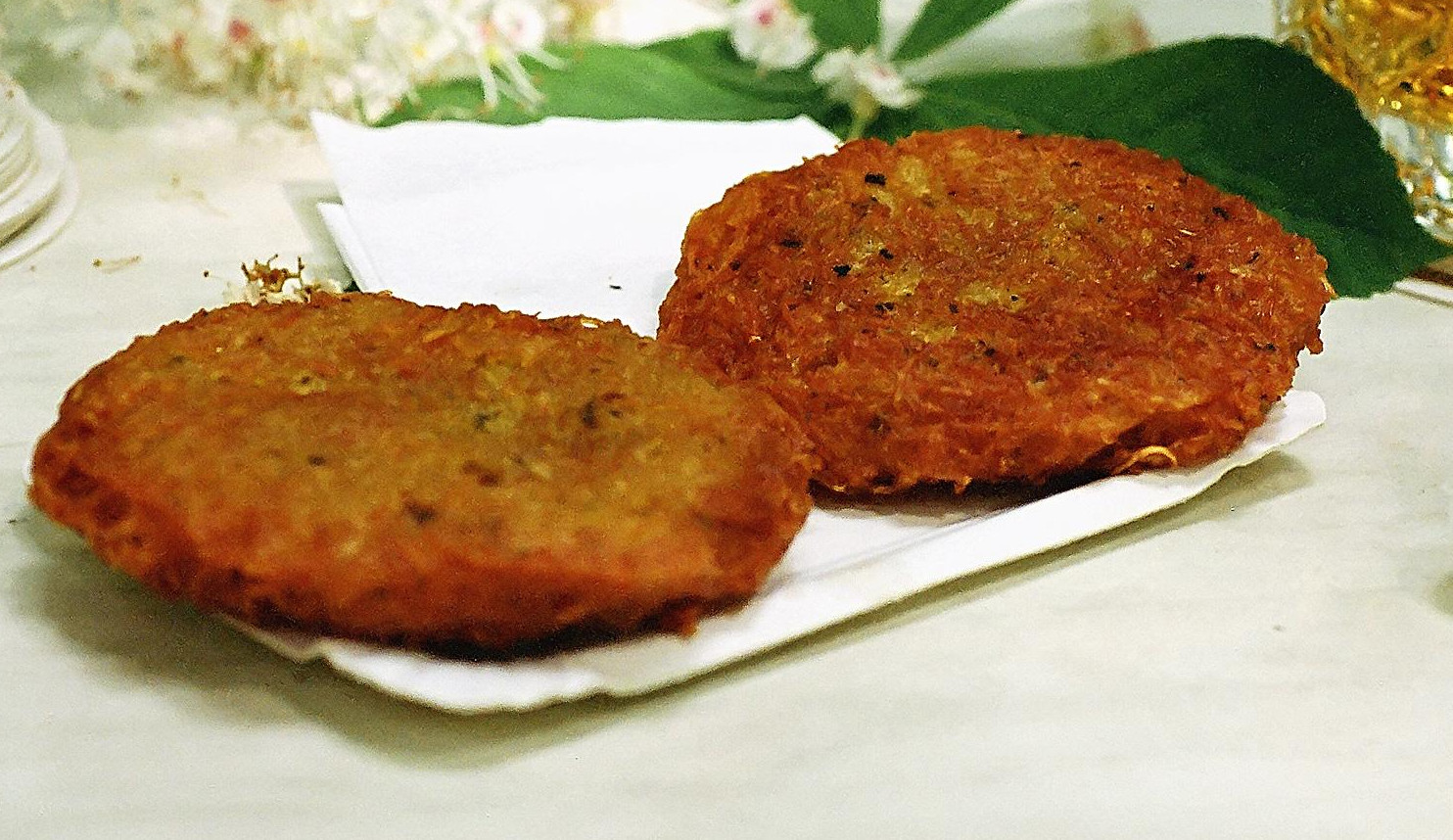
ブランボラーク

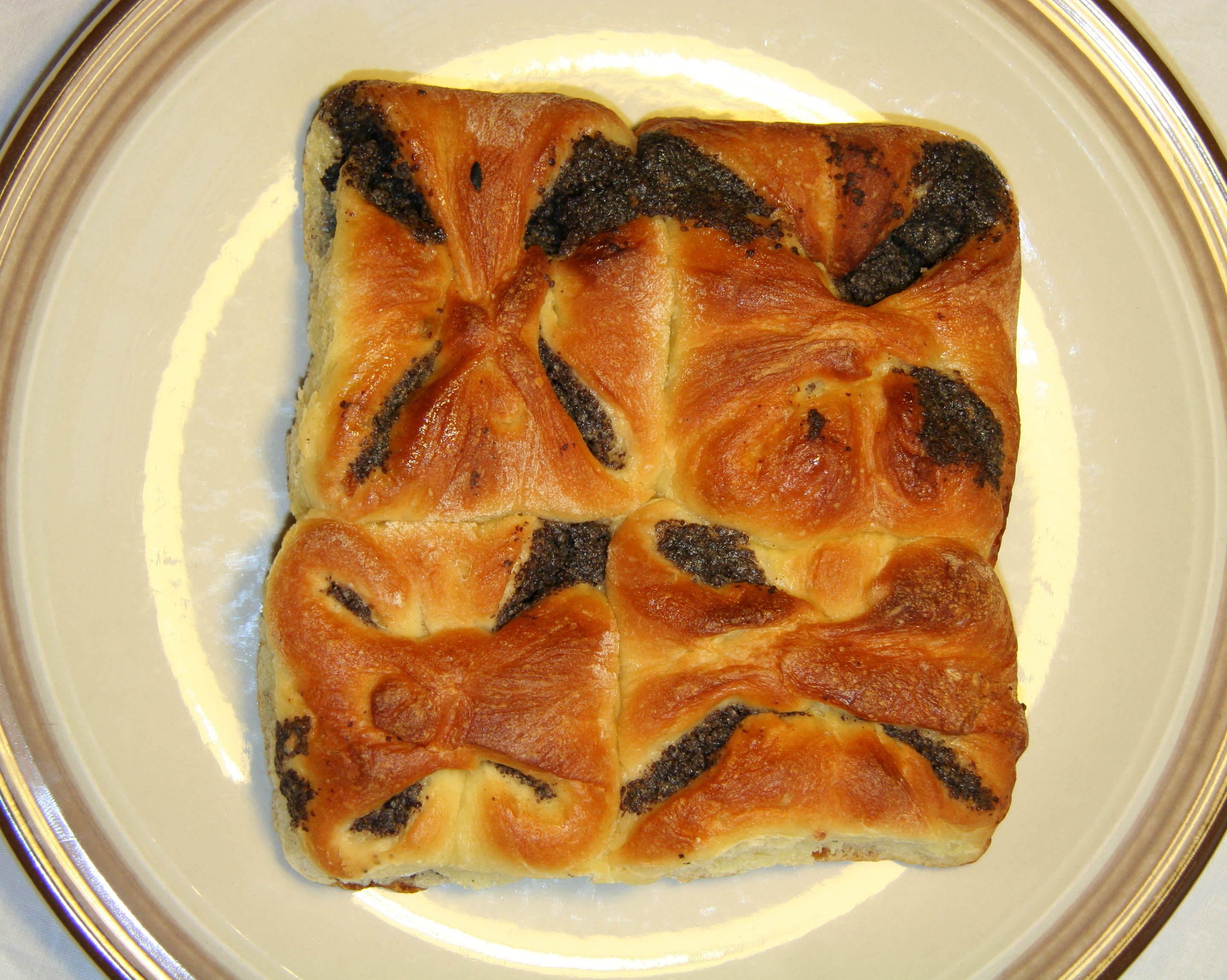
コラーチ

- ヴェプショヴァー・ペチェニェ（vepřová pečeně） - ローストポーク
- ペチェナー・カフナ（pečená kachna） - ローストダック
- ペチェナー・フサ（pečená husa） - ガチョウのロースト。塩や香辛料をすり込んだ肉をオーブンで焼き上げる。
- スヴィチュコヴァー・ナ・スメタニュ（svíčková na smetaně） - 牛フィレ肉に甘口のクリームソース（スヴィチュコヴァー）をかけた料理。クランベリーやホイップクリーム（スメタナ）が添えられる。
- ヴェプショヴィー・ジーゼク - ポークカツレツ
- グラーシュ（Guláš）
- ボヘミアン・ポテトスープ - ジャガイモ、肉類、野菜をブイヨンで煮込み、牛乳や生クリームで仕上げたスープ
- スマジェニツェ（smaženice）
- クネドリーキ（Knedlíky）
- ブランボラーク - すりおろしたジャガイモに小麦粉、卵などを混ぜてフライパンで焼き上げたポテトパンケーキの一種
- プルニェナー・シュンカ - ホイップクリームと粗挽きのホースラディッシュをハムで包んだ前菜
- ヴドレク - パンケーキ
- パラチンキ - パンケーキ
- ヤヴルコヴィー・ストゥルデル - リンゴなどの果物やクリームチーズをペストリー状の生地で包んだ菓子
- コラーチ（koláče） - ケシの実入りのモラヴィア地方の菓子パン